# Chère inconnue
Pour plus de détails, voir Fiche technique et Distribution.
Chère inconnue est un film français de Moshé Mizrahi, adapté du roman I Sent a Letter to My Love (paru en 1975) de Bernice Rubens, et sorti le 9 avril 1980.

## Synopsis
Gilles, handicapé, vit en Bretagne avec sa sœur Louise qui s'occupe de lui. Solitaires tous les deux, ils ne reçoivent que peu de visites. Tous les matins, Yvette, la boulangère, leur apporte le pain et les nouvelles de la région. Un jour, Louise passe une petite annonce dans Le Télégramme de Brest pour rencontrer un homme. Mais à sa stupéfaction, c'est son frère qui répond à l'annonce. La correspondance fait naître un lien d'amour entre eux, Gilles ignorant qu'il écrit à sa propre sœur. Alors que Louise pense maîtriser ce jeu dangereux, elle finit par projeter sur son frère, malgré elle, ses propres attentes d'amour, et son besoin de se sentir belle et désirable. Aussi, lorsque ce dernier jette son dévolu sur leur amie commune, Louise vit un drame profond.

## Fiche technique
- Réalisation : Moshé Mizrahi assisté de Tony Aboyantz et Emmanuel Fonlladosa
- Adaptation et dialogues : Gérard Brach et Moshé Mizrahi d'après le roman I Sent a Letter to My Love (1975) de Bernice Rubens
- Photographie : Ghislain Cloquet
- Son : Michel Vionnet et Claude Villand
- Montage : Françoise Bonnot[1]
- Décors : Bernard Evein
- Costumes : Christian Gasc
- Musique : Philippe Sarde
- Producteurs : Lise Fayolle et Giorgio Silvagni
- Sociétés de production : Ciné Production et France Régions 3
- Distribution : Gaumont
- Langue : Français
- Durée : 96 minutes
- Genre : Comédie dramatique
- Sorties : 
  - France : 9 avril 1980
  - États-Unis : 3 mai 1981 New York

## Distribution
- Simone Signoret : Louise
- Jean Rochefort : Gilles Martin
- Delphine Seyrig : Yvette
- Geneviève Fontanel : Béatrice
- Dominique Labourier : Catherine
- Gilette Barbier : Madame Guillaume
- Marion Loran : La préposée de la poste
- Jean Obé : Hugues
- Madeleine Ozeray : Madame Thomas
- Danielle Altenburger : La caissière
- Claudine Delvaux
- Pierre Gallon : Le curé
- Florence Haziot : La vendeuse
- Marius Laurey : Le brocanteur
- Anne-Marie Matignon
- Albert Merour : Le comédien
- Malène Sveinbjornsson

## Tournage
Le film a été tourné dans le Finistère à Quimper, Douarnenez, Sainte-Anne-la-Palud, Plonevez-Porzay et Châteaulin. Alors que les relations sont très difficiles sur le plateau entre Jean Rochefort et Simone Signoret – l'acteur déclarant en 2007 que, selon lui, en raison de l'attitude de Signoret dès le troisième jour de tournage ils se sont « haïs », ne s'adressant plus la parole pendant deux mois –, cette dernière noue alors une amitié avec Delphine Seyrig ce qui semble-t-il a contrarié Yves Montand, surtout après la nomination au César du second rôle de celle-ci et non de Signoret.

## Distinctions
- Césars 1981 : Nomination au César de la meilleure actrice dans un second rôle pour Delphine Seyrig[4]